# G20-Gipfel in Washington 2008

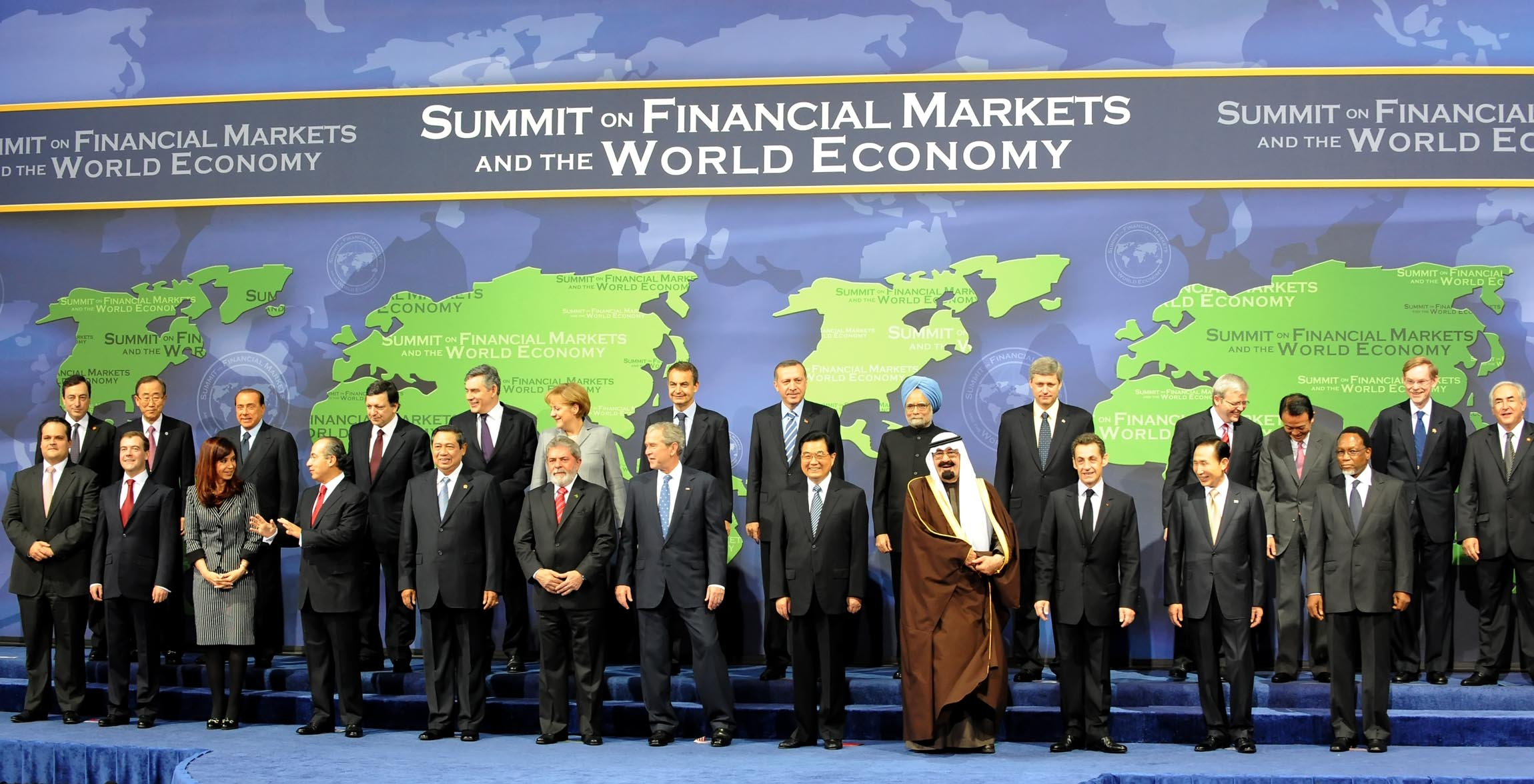
Teilnehmer des G-20-Gipfels in Washington 2008

Der G20-Gipfel in Washington 2008 (englisch G20 Leaders Summit on Financial Markets and the World Economy, auf Deutsch etwa „G20-Gipfeltreffen zu den Finanzmärkten und zur Weltwirtschaft“) war ein außerordentliches Gipfeltreffen am 14. und 15. November 2008 angesichts der Finanzkrise ab 2007 unter Beteiligung der G20 sowie Spanien, der Niederlande, Tschechien, IWF und Weltbank. Er wird im deutschen Sprachraum meist kurz als Weltfinanzgipfel bezeichnet. Da einige Politiker und Wirtschaftswissenschaftler die Hoffnung auf ein neues Bretton-Woods-System (siehe Bretton-Woods-II-Regime) hegten, wurde der Gipfel in internationalen Medien gelegentlich auch Bretton Woods II genannt.
Der Weltfinanzgipfel war das erste Treffen der G20-Staaten auf Ebene der Staats- und Regierungschefs; zuvor hatten sich diese stets nur auf Ebene der Finanzminister versammelt. Der Gipfel ging zurück auf eine Initiative des französischen Präsidenten Nicolas Sarkozy und des britischen Premierministers Gordon Brown. Bereits anlässlich des Treffens der G8-Finanzminister am 11. Oktober betonte US-Präsident George W. Bush, wie wichtig das nächste G20-Gipfeltreffen sei, um eine Lösung für die Finanz- und Wirtschaftskrise zu finden.
Strittig war vor dem Gipfel die genaue Zusammensetzung der teilnehmenden Staaten. Insbesondere Spanien, das nicht Teil der G20 ist, bemühte sich um eine zusätzliche Einladung. Dies wurde damit begründet, dass Spanien einerseits das weltweit achtgrößte Industrieland sei, andererseits durch seine traditionell strenge Finanzmarktregulierung eine Bankenkrise im eigenen Land erfolgreich verhindert hatte und damit als Vorbild galt. Während zahlreiche Staaten in Europa und Lateinamerika die spanische Bewerbung unterstützten, lehnten sie die USA zunächst ab. Letztlich überließ Frankreich – das sowohl Mitglied der G20 als auch zum Zeitpunkt des Gipfels EU-Ratspräsident war und daher zwei Sitze auf dem Gipfel beanspruchen konnte – einen seiner beiden Sitze an Spanien. Außerdem waren im Rahmen der französischen Delegation noch ein niederländischer, im Rahmen der spanischen Delegation noch ein tschechischer Vertreter an dem Gipfel beteiligt. Dies sollte innerhalb der EU eine gewisse Kontinuität ermöglichen, da Tschechien die EU-Ratspräsidentschaft im ersten Halbjahr 2009 innehaben würde.
Letztlich wurden auf dem Gipfel jedoch kaum verbindliche Entscheidungen getroffen, sondern lediglich ein Abschlusskommuniqué mit Absichtserklärungen und Maßnahmenvorschlägen veröffentlicht. Insbesondere betonte der Gipfel die Notwendigkeit, in der Krise Protektionismus zu vermeiden. Außerdem wurde über Maßnahmen wie die Auflage neuer Konjunkturprogramme, eine weltweite Regelung der Finanzmärkte und die Bekämpfung von Steuerparadiesen diskutiert.
Über eine konkrete Umsetzung dieser Maßnahmen wurde auf einem Folgegipfel diskutiert, der am 1. und 2. April 2009 in London stattfand.